# Achudemia
Achudemia es un género botánico con 3 especies de plantas de flores perteneciente a la familia Urticaceae.

## Especies seleccionadas
- Achudemia insignis
- Achudemia japonica
- Achudemia javanica